# Ivan Placek
Ivan Placek (* 2. listopadu 1926) je bývalý československý fotbalový rozhodčí.
V československé lize působil v letech 1953-1958 a 1961-1974. Řídil celkem 142 ligových utkání. Jako mezinárodní rozhodčí řídil v letech 1967-1973 tři mezistátní utkání. V evropských pohárech řídil v Poháru mistrů evropských zemi 3 utkání, v Poháru vítězů pohárů jedno utkání a v Poháru UEFA 3 utkání.